# 富岡八幡宮殺人事件
富岡八幡宮殺人事件（とみおかはちまんぐう さつじんじけん）は、2017年（平成29年）12月7日に東京都江東区の富岡八幡宮敷地内と付近で起こった連続殺人事件である。

## 概要
2017年12月7日、富岡八幡宮第21代宮司（以下、A）が、神社近郊の路上で前々任の第20代宮司であった実弟（以下、X）に日本刀で斬りつけられ、殺害された。Aが搭乗していた車の運転手も、共謀していたと思われるXの妻（以下、Y）などに追跡され、傷害を負ったが命に別状はなかった。その後、XはYを神社敷地内で殺害した後、自殺した。

## 犯行の経緯
富岡八幡宮は勧進相撲発祥の地として広く知られており、地元民から八幡様の名称で呼ばれている由緒ある神社だった。富岡八幡宮が観光スポットとして年間30万人の集客力を見せ、数十億円の集金力がある金満な経済地盤があり、不動産収入でも隣の商業地やマンションから個別に、数千万の土地代が入ってくる裕福ぶりだった。別表神社の序列にも列挙されている。
1995年、Xは、実父である第19代宮司（以下、19代目）から、地位を受け継ぎ、同神社の第20代宮司に就任した。Xは参拝者を広く呼び込むために、勧進相撲発祥地であり、横綱力士碑が建立されていることなどを利用し、新横綱の土俵入りを記念する興行などを神社で行い、来訪者を集めていた。その一方でXは、神社の賽銭などを使って、銀座などのクラブで飲み歩いたり、ラスベガスのカジノで賭博を日常的に行ったりするなどの放蕩行為が問題視されていた。
これを見兼ねた氏子の会、モラロジー江東事務所（事件後解散)が19代目に捉し2001年にXの宮司の職階が解かれ、19代目が宮司に復帰した。この頃から、Xは、解任されたことへの逆恨みから、怪文書を送りつけるようになり、2006年には「積年の恨み。地獄へ送る」と脅迫的な内容の葉書を実姉であるAに送付したことで、警視庁に逮捕された。
2010年、19代目は高齢のため宮司の職を退き、後継者として禰宜であったAを指名したが、神社本庁からの返答はなく、事実上宮司就任拒否の状態が続いたため、長期にわたって宮司が存在しない空位になった。A側も弁護士を介入させ、就任拒否に抗弁するも突き返されるなど、話し合いが一向に進展しないことに業を煮やし、2017年9月28日、同神社の責任役員会は、神社本庁より脱退した。
これにより、Aが正式に第21代宮司に就いたものの、この離脱騒動の最中で、Xは腹を立て、Yの名義で神社本庁に告発状を送付するなどの嫌がらせを、神社の顧問弁護士から警告を受けるまで繰り返した。Aは、Xが書いた中傷文を自らのブログで公開し、その内容について「驚く事に、私の父親と母親と私の誹謗中傷を超えた創作妄想物語」と評し、彼の言動についても「嫌悪感以上の異常さを感じました」と述べている。
Xは、事件を引き起こす直前にも、「私は死後も怨霊となり、永遠にたたり続ける」など、同じく脅迫めいた文章を交えて、自分の息子を宮司に指名することを要求する脅迫文を、学校や責任役員の自宅に送り付けていた。事件直前、Xは約2,800通の手紙を、全国の神社関係者や氏子達やダイヤモンド社に郵送していた。手紙には被害者Aへの中傷及び追放の要求、そして「死後においてもこの世に残り、怨霊となり、祟り続ける」などの脅迫が書かれていた。

## 犯行
2017年12月7日の夜更け、Aが八幡宮に帰宅し、車から降りようとしていたところを、物陰に隠れていたXとYは日本刀を振りかざし、Aと車の運転手の両名を襲撃した。Xは、逃走するAの背後から後ろ首を斬りつけ、次に胸へ日本刀を突き刺した。思い切り刺したせいで、日本刀は破損し折れた。Yはスーパーマーケットまで逃げた運転手の右肩から右腕にかけて斬りつけるも、「お前だけは許してやる」と吐き捨てて、逃走した。XとYは2人で敷地内まで逃げた末、Xは境内にてサバイバルナイフでYの胸や腹を刺して殺害した後、自身の左胸を刺して自殺した。

## 事件後の影響
事件の2日後、12月9日に開かれた責任役員会によって、ナンバー2である権宮司が宮司代務者を務めることが決定し、12月25日には富岡八幡宮から公式な声明が発表された。12月14日に関係者の密葬が取り行われた。事件後も神事は何らの説明会も設けずに継続して行うと声明しており、普段どおりに神事は執り行われた。
その一方、東京新聞は神社の近隣住民からは冷ややかな反応があったと報じた。年明けの2018年、FNN（フジテレビ）は初詣客のコメントとして「参拝者が10分の1程度に減少した」ことや「参拝列が見られない」ことを紹介し、例年より参拝者が減少していたことを報じた。毎日新聞は警視庁調べの来訪者数を取り上げており、昨年の約5万の参拝者から3割減の3万5000人だったと報じている。